# Giáo hoàng Êugêniô II
Êugêniô II (Latinh: Eugenius II) là vị giáo hoàng thứ 99 của Giáo hội Công giáo. Ông là người kế nhiệm Giáo hoàng Paschal I sau khi vị này qua đời vào ngày 11 tháng 2 năm 824. Theo niên giám tòa thánh năm 1806 thì ông đắc cử Giáo hoàng vào năm 824 và ở ngôi Giáo hoàng trong 3 năm vài ngày. Niên giám tòa thánh năm 2003 xác định ông đắc cử Giáo hoàng vào ngày 11 tháng 5 năm 824 và qua đời vào tháng 8 năm 827.
Giáo hoàng Eugenius sinh tại Rôma. Ông được coi như người khai sinh các chủng viện và thành lập một hội đồng tối cao, để thi hành các khoản Giáo luật. Giả thuyết cho rằng đây là nguồn gốc của Giáo triều Rôma ngày nay. Chính sách của ông không rõ ràng cho lắm để rồi triều Giáo hoàng của ngài chịu sự kiểm soát của Aachen như trước đây đã từng chịu sự khống chế của Constantinopolis.
Trước tình trạng, chính quyền của ngôi Giáo hoàng nằm dưới sự bảo hộ của đế quốc. Tình trạng này có từ thời Đức Leo III. Giáo hoàng Eugenius II đã phải đi đến một thỏa ước dưới triều Hoàng đế Ludwig II Mộ đạo. Đó là bản Hiến chương 11.11.824, trong đó dân Roma (giáo sĩ và giáo dân) được nhìn nhận có quyền bầu cử Giáo hoàng, nhưng vị Giáo hoàng đắc cử trước khi đăng quang, phải tuyên thệ trước mặt hoàng đế. Ngoài ra quyền cai trị các lãnh thổ còn phải chịu sự kiểm soát thường xuyên của người đại diện hoàng đế.